# Alfred Andersch
Alfred Hellmuth Andersch (Múnich, 4 de febrero de 1914 - Berzona en Ticino, Suiza, 21 de febrero de 1980) fue un escritor, editor y redactor alemán. 
En 1930, después de un tiempo como vendedor de libros, Andersch se unió a las filas del Partido Comunista, siendo internado en el campo de concentración de Dachau durante seis meses en 1933. A su salida abandonó el partido y adoptó lo que en la Alemania nazi fue la autoexclusión del sistema.
En 1940 fue reclutado por la Wehrmacht y en el frente de Italia, en Arno, desertó. Fue capturado por el ejército de Estados Unidos.
En 1945, una vez liberado, se trasladó a Alemania donde trabajó como asistente del editor Erich Kästner para el Neue Zeitung en Múnich. De 1946 a 1947 trabajó junto a Hans Werner Richter en la publicación de la revista literaria mensual Der Ruf que se comercializaba en la zona de ocupación americana en Alemania hasta que fue prohibida por las autoridades militares estadounidenses debido a sus posiciones nihilistas. En los años siguientes, Andersch trabajó junto con el grupo 47 entre cuyos miembros se encontraban autores como Ingeborg Bachmann, Wolfgang Hildesheimer, Arno Schmidt, Hans Magnus Enzensberger y Helmut Heissenbüttel, entre otros.
En 1948 publicó Deutsche Literatur in der Entscheidung donde criticaba la política de reeducación americana tras la guerra y defendía la literatura como medio para construir una nueva moral social. Se convirtió en referente en las emisiones de radio de Fráncfort del Meno y Hamburgo. En 1952 publicó su autobiografía Die Kirschen der Freiheit donde destacó como su ‘’momento vital crucial’’ la deserción del ejército. En 1957 su obra Zanzíbar o la última razón, una de las más conocidas, fue un desarrollo de sus reflexiones de 1952.
En 1958 se trasladó a vivir a Berzona en Suiza, donde llegó a ser alcalde en 1972. Allí escribió las novelas Die Rote y Efraim, el ensayo Winterspelt y una antología poética en 1977.
Andersch fue un analista de la situación de la generación de la posguerra alemana, preocupado siempre por los devastadores efectos morales e intelectuales del conflicto. Sus trabajos se centraban en temas como la libertad humana y la existencia real de una voluntad libre capaz de ser expresada por cada individuo.
Su figura es analizada en profundidad y con dureza por el autor alemán W. G. Sebald en su texto "El escritor Alfred Andersch", editado en España dentro del volumen "Sobre la historia natural de la destrucción" que se puede encontrar en la editorial Quinteto.

## Estudios sobre su obra
- "ANDERSCH, Alfred. 1914-1980." appears in Encyclopedia of the Essay. ed. Tracy Chevalier, Chicago: Fitzroy Dearborn, 1997, 25-26. (en inglés). Formato PDF.